# Liste der Stolpersteine in Lehrte
Die Liste der Stolpersteine in Lehrte enthält alle Stolpersteine, die im Rahmen des gleichnamigen Kunst-Projekts von Gunter Demnig in Lehrte verlegt wurden. Mit ihnen soll der Opfer des Nationalsozialismus gedacht werden, die in Lehrte lebten und wirkten. Bei einer Verlegung im Juni 2012 wurden 21 Stolpersteine verlegt. (Stand: Juni 2019)

## Liste der Stolpersteine
| Bild | Person, Inschrift | Adresse                       | Verlegedatum | Anmerkung |
| ---- | --- | ----------------------------- | ------------ | --- |
|      | Hier wohnte August Bödecker Jg. 1880 im Widerstand verhaftet 23.8.1944 Neuengamme tot 10.10.1944                                                   | Hermann-Löns-Straße 12 ·      | 6. Juni 2012 | August Bödecker wurde am 28. November 1880 in Otze geboren und lebte seit 1882 in Lehrte. Er war als Schaffner bei der Reichsbahn tätig. Wegen seiner politischen Aktivitäten wurde er verhaftet und am 23. August 1944 im Gefängnis Celle in „Schutzhaft“ genommen. Am 15. September 1944 wurde er in das KZ Neuengamme gebracht. Er starb dort am 10. Oktober 1944 im Krankenrevier. |
|      | Hier wohnte Robert Lohmeier Jg. 1910 verhaftet Neuengamme tot 22.4.1943                                                                            | Feldstraße 70 ·               | 6. Juni 2012 | Robert Lohmeier wurde am 18. März 1910 in Dauelsen geboren, er wohnte seit 1914 in Lehrte. Er arbeitete als Steinsetzer. Nach seiner Verhaftung wurde er in das KZ Neuengamme gebracht. Er starb am 22. April 1943 im Außenlager Farge des Konzentrationslagers. |
|      | Hier wohnte Julius Katz Jg. 1891 verhaftet 9.11.1938 ’Schutzhaft’ 1941 Sachsenhausen Riga Buchenwald Theresienstadt befreit/überlebt               | Bahnhofstraße 29A ·           | 6. Juni 2012 | Julius Katz wurde am 27. März 1891 in Wilna geboren. Er war seit 1913 mit Masha Katz verheiratet und hatte zwei Kinder. Mit der Familie zog er 1919 nach Lehrte. Am 9. November 1938 wurde er verhaftet und war bis 30. Dezember 1938 im KZ Sachsenhausen inhaftiert. Am 3. Dezember 1941 wurde er erneut verhaftet und in das Lager Riga-Jungfernhof deportiert. 1943 kam er in das KZ Kaiserwald und dann in das KZ Stutthof, 1944 in das KZ Buchenwald, erneut in das KZ Sachsenhausen und zuletzt nach Theresienstadt. Dort wurde er befreit und kehrte nach Kriegsende nach Lehrte zurück, wo er am 8. Dezember 1961 starb. |
|      | Hier wohnte Masha Katz geb. Chabas Jg. 1895 deportiert 1941 Riga-Jungfernhof Stutthof befreit/überlebt                                             | Bahnhofstraße 29A ·           | 6. Juni 2012 | Masha Katz wurde am 1. September 1895 als Masha Chabas in Wilna geboren. Seit 1913 war sie mit Julius Katz verheiratet, aus der Ehe gingen zwei Kinder hervor. 1917 wurde sie in Wilna zwangsverpflichtet, um im Deutschen Reich zu arbeiten. Nach dem Ersten Weltkrieg eröffnete sie in Lehrte 1921 ein Geschäft, das sie 1938 wieder aufgeben musste. Am 6. Dezember 1941 wurde sie in das KZ Riga-Jungfernhof deportiert und kam danach in das KZ Kaiserwald und das KZ Stutthof. Sie überlebte und wurde befreit, zog nach Kriegsende nach Großbritannien. Danach kehrte sie 1947 nach Lehrte zurück und eröffnete 1948 ein neues Geschäft im Ort, das sie bis 1961 betrieb. |
|      | Hier wohnte Antonie Katz Jg. 1915 Flucht 1938 England überlebt                                                                                     | Bahnhofstraße 29A ·           | 6. Juni 2012 | Antonie Katz wurde am 13. September 1915 als Tochter von Masha und Julius Katz in Wilna geboren. Seit 1919 lebte sie in Lehrte. Ihr gelang 1938 die Flucht nach England. |
|      | Hier wohnte Abraham Katz Jg. 1919 verhaftet 1938 ’Schutzhaft’ Sachsenhausen entlassen 31.12.1938 erneut verhaftet Sachsenhausen ermordet 28.5.1942 | Bahnhofstraße 29A ·           | 6. Juni 2012 | Abraham Katz wurde am 27. Januar 1919 als Sohn von Masha und Julius Katz in Lehrte geboren und lebte auch in Paderborn und bei Friedersdorf im Hachschara-Gut Skaby. Nach seiner Verhaftung 1938 war er bis 31. Dezember 1938 im KZ Sachsenhausen. Nach seiner Freilassung wurde er erneut verhaftet und wieder in das KZ Sachsenhausen gebracht. Dort wurde er am 28. Mai 1942 erschossen. |
|      | Hier wohnte Eugenia Palmbaum geb. Bernis Jg. 1911 Flucht 1938 USA überlebt                                                                         | Westerstraße 5 ·              | 6. Juni 2012 | Eugenia Palmbaum wurde am 9. Dezember 1911 als Eugenia Bernis in Bremen geboren. Sie war die zweite Ehefrau von Hans Palmbaum und lebte seit 1932 in Lehrte. Im November 1938 gelang ihr die Flucht in die USA. |
|      | Hier wohnte Dr. Hans Palmbaum Jg. 1898 Flucht 1938 USA überlebt                                                                                    | Westerstraße 5 ·              | 6. Juni 2012 | Hans Palmbaum wurde am 2. Mai 1898 in Hildesheim geboren. Seit 1924 war er niedergelassener Arzt in Lehrte und war in zweiter Ehe mit Eugenia Palmbaum verheiratet. Im September 1938 konnte er in die USA flüchten. Ab 1946 lebte er in New York, wo er 1947 verstarb. |
|      | Hier wohnte Selma Horwitz geb. Katz Jg. 1866 deportiert 1941 Riga-Jungfernhof tot 28.2.1942                                                        | Königstraße 8 ·               | 6. Juni 2012 | Selma Horwitz wurde am 2. Mai 1866 als Selma Katz in Sondershausen geboren und lebte seit mindestens 1891 mit ihrem Mann Julius, der am 24. Dezember 1939 starb, in Lehrte. Am 6. Dezember 1941 wurde sie in das Gut Jungfernhof (Lager) deportiert und starb dort am 28. Februar 1942. Am 21. April 1949 wurde sie durch das Amtsgericht Burgdorf für tot erklärt. |
|      | Hier wohnte Hugo Weiler Jg. 1886 deportiert 1941 ermordet in Auschwitz                                                                             | Königstraße 8 ·               | 6. Juni 2012 | Hugo Weiler wurde am 12. November 1886 in Steinbach geboren. Er war seit 1920 mit Paula Weiler verheiratet und betrieb von Januar 1935 bis Oktober 1938 die Handelsvertretung von Karl Levin in Hannover. Am 10. November 1938 wurde er verhaftet und war bis zum 17. Dezember 1938 im KZ Sachsenhausen inhaftiert. Am 6. Dezember 1941 wurde er in das KZ Riga-Jungfernhof deportiert und starb im Vernichtungslager Auschwitz. |
|      | Hier wohnte Paula Weiler geb. Horwitz Jg. 1891 deportiert 1941 ermordet in Auschwitz                                                               | Königstraße 8 ·               | 6. Juni 2012 | Paula Weiler wurde am 22. Juli 1891 als Tochter von Julius und Selma Horwitz in Lehrte geboren. Seit 1920 war sie mit Hugo Weiler verheiratet. Am 6. Dezember 1941 wurde sie in das KZ Riga-Jungfernhof deportiert. Später kam sie in das KZ Kaiserwald und wurde 1944 im Vernichtungslager Auschwitz ermordet. |
|      | Hier wohnte Kurt Weiler Jg. 1921 Kindertransport 1939 England überlebt                                                                             | Königstraße 8 ·               | 6. Juni 2012 | Kurt Weiler wurde am 16. August 1921 als Sohn von Hugo und Paula Weiler in Lehrte geboren. Am 10. November 1938 wurde er mit seinem Vater zunächst verhaftet und dann wieder freigelassen, da er noch nicht 18 Jahre alt war. Mit einem Kindertransport gelang ihm im Januar 1939 die Flucht nach England und so überlebte er den Holocaust als einziger seiner Familie. In Oxford konnte er Kurse für Malerei und Grafik an der City School of Arts and Crafts besuchen, bis er zu Beginn des Zweiten Weltkrieges interniert wurde. Nach seiner Freilassung war er als Schnitt- und Regieassistent für Trickfilmproduktionen bei Larkins & Co. tätig. 1950 kehrte er für kurze Zeit nach Lehrte zurück, siedelte dann in die DDR über und begann mit Produktionen von Puppentrickfilmen. Bei der DEFA wurde er ein erfolgreicher Trickfilmregisseur und mehrfach ausgezeichnet. Zur Verlegung der Stolpersteine für ihn und seine Familie in Lehrte war er persönlich anwesend. Kurt Weiler starb am 2. August 2016 in Kleinmachnow. |
|      | Hier wohnte Else Brumsack geb. Meinrath Jg. 1891 deportiert 1941 Riga tot 7.4.1943                                                                 | Marktstraße 2 ·               | 6. Juni 2012 | Else Brumsack wurde am 26. März 1891 als Else Meinrath in Osnabrück geboren. Sie lebte seit 1898 in Lehrte, kurzzeitig 1908/1909 auch in Osterode am Harz, und war mit Nathan Brumsack verheiratet, der schon 1931 verstarb. Am 15. Dezember 1941 wurde sie ab Hannover in das Ghetto Riga deportiert. Sie starb am 7. April 1943 im KZ Riga-Kaiserwald. |
|      | Hier wohnte Ruth Brumsack Jg. 1921 deportiert 1941 Riga 1944 Stutthof befreit/überlebt                                                             | Marktstraße 2 ·               | 6. Juni 2012 | Ruth Brumsack wurde am 24. Juni 1921 als Tochter von Nathan und Else Brumsack in Lehrte geboren. Sie wurde mit ihrer Familie am 15. Dezember 1941 in das Ghetto Riga deportiert und überlebte den Holocaust. Nach ihrer Befreiung kehrte sie 1945 nach Lehrte zurück und wanderte dann nach ihrer Heirat 1949 in die USA aus. |
|      | Hier wohnte Günther Brumsack Jg. 1923 deportiert 1941 Riga befreit/überlebt                                                                        | Marktstraße 2 ·               | 6. Juni 2012 | Günther Brumsack wurde am 25. Februar 1923 als Sohn von Nathan und Else Brumsack in Lehrte geboren. Er lebte in Lehrte und zeitweise auf dem Lehrgut in Groß Breesen. Am 15. Dezember 1941 wurde er in das Ghetto Riga deportiert. Er überlebte das Ghetto und den Holocaust, starb aber kurz nach Kriegsende an Typhus. |
|      | Hier wohnte Erich Fels Jg. 1898 Flucht 1939 China tot 1.8.1943                                                                                     | Marktstraße 2 ·               | 6. Juni 2012 | Erich Fels wurde am 5. Juni 1898 in Kaiserslautern geboren. Er lebte seit 1929 in Lehrte und flüchtete 1939 nach China, wo er am 1. Mai 1943 in Shanghai verstarb. |
|      | Hier wohnte Auguste Simon geb. Jakobsohn Jg. 1859 deportiert 1942 Theresienstadt tot 22.3.1943                                                     | Sedanstraße 16 (Sedanplatz) · | 6. Juni 2012 | Auguste Simon wurde am 9. Januar 1859 als Auguste Jacobsohn in Großburgwedel geboren. Sie war mit William Simon verheiratet und wohnte seit 1895 in Lehrte; aus der Ehe gingen vier Kinder hervor. Seit 1913 war sie verwitwet. Am 23. Juli 1942 wurde sie in das Ghetto Theresienstadt deportiert, wo sie am 23. März 1943 starb. |
|      | Hier wohnte Albert Simon Jg. 1885 Flucht 1938 USA überlebt                                                                                         | Sedanstraße 16 (Sedanplatz) · | 6. Juni 2012 | Albert Simon wurde am 31. August 1885 als Sohn von William und Auguste Simon in Großburgwedel geboren. Nach dem Tod seines Vaters 1913 übernahm er das elterliche Manufakturwarengeschäft und führte es bis 1938. Dann war er gezwungen, das Geschäft zu verkaufen. Er zog anschließend nach Hannover und flüchtete von dort in die USA. |
|      | Hier wohnte Irma Simon Jg. 1890 deportiert 1941 Riga befreit/überlebt                                                                              | Sedanstraße 16 (Sedanplatz) · | 6. Juni 2012 | Irma Simon wurde am 7. Juni 1890 als Irma Malsch in Erfurt geboren. Sie war mit Albert Simon verheiratet und lebte seit 1914 in Lehrte. Sie wurde 1941 in das Ghetto Riga deportiert, überlebte und konnte befreit werden. |
|      | Hier wohnte Heinz Simon Jg. 1917 Flucht 1937 USA überlebt                                                                                          | Sedanstraße 16 (Sedanplatz) · | 6. Juni 2012 | Heinz Simon wurde am 11. Mai 1917 als Sohn von Albert und Irma Simon in Erfurt geboren. Er lebte seit 1918 in Lehrte. Nach seiner Verhaftung im Jahr 1937 konnte er in die USA flüchten. |
|      | Hier wohnte Frank Simon Jg. 1921 Flucht 1938 USA überlebt                                                                                          | Sedanstraße 16 (Sedanplatz) · | 6. Juni 2012 | Frank Simon wurde am 4. August 1921 als Sohn von Albert und Irma Simon in Lehrte geboren. Nach der Schule befand er sich in der Israelitischen Gartenbauschule in Hannover-Ahlem. 1938 konnte er in die USA flüchten, wo sich auch sein Vater und sein Bruder befanden. |

## Verlegungen
- 6. Juni 2012: 21 Stolpersteine an sieben Adressen.[21]